# 卢茨村
卢茨村（匈牙利語：Lucfalva）是匈牙利诺格拉德州所辖的一个村。总面积14.10平方公里，总人口626，人口密度44.4人/平方公里（2011年1月1日）。